# Борба-де-Монтаня
Борба-де-Монтаня (порт. Borba de Montanha; МФА: [ˈboɾ.bɐ dɨ mõ.ˈtɐ.ɲɐ]) — парафія в Португалії, у муніципалітеті Селоріку-де-Башту. Розташована в північно-західній частині країни, на теренах історичної португальської провінції Дору-Міню. Входить до складу округу Брага. За адміністративним поділом, чинним до 1976 року, терени парафії були складовою провінції Міню. Належить до Бразької архідіоцезії Католицької церкви. Патрон — Діва Марія. Площа — 10,8903 км². Населення — 1294 ос. (2011). Слабо урбанізований регіон. Густота населення — 118,82 осіб/км²
. Код — 030503.

## Населення
| Кількість мешканців | Кількість мешканців | Кількість мешканців | Кількість мешканців | Кількість мешканців | Кількість мешканців | Кількість мешканців | Кількість мешканців | Кількість мешканців | Кількість мешканців | Кількість мешканців | Кількість мешканців | Кількість мешканців | Кількість мешканців | Кількість мешканців |
| ------------------- | ------------------- | ------------------- | ------------------- | ------------------- | ------------------- | ------------------- | ------------------- | ------------------- | ------------------- | ------------------- | ------------------- | ------------------- | ------------------- | ------------------- |
| 1864                | 1878                | 1890                | 1900                | 1911                | 1920                | 1930                | 1940                | 1950                | 1960                | 1970                | 1981                | 1991                | 2001                | 2011                |
| 1 303               | 1 365               | 1 331               | 1 324               | 1 427               | 1 401               | 1 487               | 1 551               | 1 698               | 1 684               | 1 553               | 1 393               | 1 235               | 1 255               | 1 294               |